# Parapoynx maroccanum
Parapoynx maroccanum là một loài bướm đêm trong họ Crambidae.